# Havlíkov zakon
Havlíkov zakon je jezični zakon praslavenskoga jezika koji je dobio ime po otkrivaču Antonínu Havlíku. Riječ je o zakonu poluglasova, odnosno jerova u praslavenskom jeziku koji je djelovao prije faze gubljenja jerova. Vrijeme djelovanja Havlíkovog zakona je pred kraj praslavenskoga jezika i njime završava zakon otvorenih slogova.

## Jaki i slabi jerovi
Jerovi su nastali iz ranih praslavenskih kratkih vokala */i/ i */u/. Djelovali su unutar zakona otvorenih slogova, koji je određivao da svaki slog mora završavati vokalom. Crkvenoslavenski jezik nije imao zatvorene slogove, odnosno poštuje zakon otvorenih slogova.
Jerovi na kraju riječi, uključujući jerove tvorebenih morfema, skratili su se vrlo kratke varijante koje označavamo kao /ĭ/ i /ŭ/. U riječima s više jerova, slabi jerovi nisu bili ograničeni na kraj riječi.
Havlíkov zakon opisuje mjesta na kojima su jerovi bili slabi, odnosno jaki. Brojeći od posljednjeg jera u riječi, zadnji jer je uvijek slab. Jer koji mu prethodi je jak, a jer koji prethodi njemu je ponovno slab. Ovo se naizmjence ponavlja do mjesta u riječi na kojem pronalazimo puni vokal. Brojanje mjesta jera u riječi ponovno kreće unatrag od punog vokala.